# Die Schiffbrüchigen der „Jonathan“

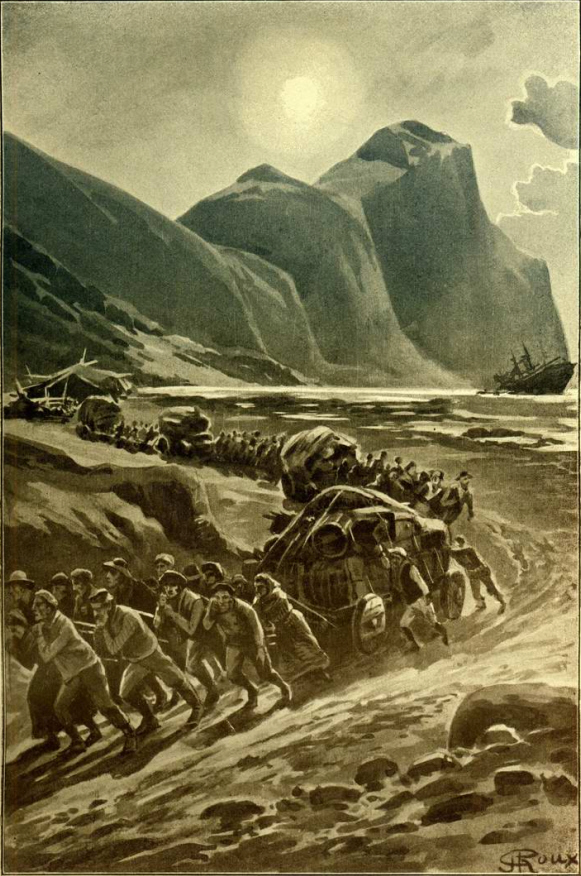
Illustration aus dem Roman, gezeichnet von George Roux

Die Schiffbrüchigen der „Jonathan“ (auch Die Gestrandeten oder Die Schiffbrüchigen des Jonathan) ist ein Roman des französischen Autors Jules Verne. Das Manuskript wurde von Jules Verne in den Jahren 1897 bis 1898 unter dem Arbeitstitel En Magellanie geschrieben. Die Fertigstellung des Romans erfolgte durch Vernes Sohn Michel Verne, der den Umfang des Manuskriptes seines Vaters um das Doppelte erweiterte. Die französische Erstausgabe erschien 1909 in Frankreich unter dem Titel Les Naufragés du Jonathan in dem Le Journal in Paris und anschließend in dem Verlag Pierre-Jules Hetzel in Buchform. Die erste deutschsprachige Ausgabe erschien 1910 unter dem Titel Die Schiffbrüchigen des „Jonathan“ bei A. Hartleben. Der englische Titel des Romans lautet The Survivors of the ‘Jonathan’.

## Handlung in der Version von Michel Verne
An der einsamen Küste der Magellanstraße an der südlichen Spitze von Südamerika lebt in dem staatenlosen Magellanien der Anarchist Kaw-Djer. Dieses Wort aus der Sprache der südamerikanischen Eingeborenen bedeutet so viel wie: „Freund, Helfer oder Retter“. Kaw-Djer fühlt sich nicht mehr der etablierten Gesellschaft zugehörig. Er lebt gemeinsam mit dem Indianer Karroly und dessen Sohn Halg. Karroly arbeitet als Lotse zwischen den wild zerklüfteten Inseln von Feuerland. Kaw-Djer ist ein von der Zivilisation enttäuschter und an anarchistische Maximen glaubender Idealmensch. Seine persönliche Losung lautet „Kein Gott, kein Herr!“ Er lebt ein enthaltsames Leben, widmet sich dem Studium der Natur und tut Gutes unter den Eingeborenen. Seine hohe Bildung und sein medizinisches Wissen kommen ihm dabei zugute. Im Laufe der Zeit hat er sich bei den Eingeborenen als Helfer einen guten Ruf erworben. Die im Einklang mit der Natur lebenden und im lockeren Stammesverband organisierten Südländer kommen seiner gesetz- und regellosen Vorstellungswelt am nächsten. Aus diesem Grunde hatte er sich vom zivilisierten Europa abgekehrt und hier die Einsamkeit gesucht. Seine persönliche Idylle endet, als sich Chile und Argentinien auf eine Aufteilung von Magellanien auf die beiden Staaten einigen. Damit ist die Zeit der Staaten- und Regellosigkeit dahin. Kaw-Djer beschließt gemeinsam mit Karroly und dessen Sohn Halg, weiter nach Süden in Richtung des Kap Hoorn zu ziehen. Kaw-Djer liebt Halg wie einen leiblichen Sohn und bildet ihn mithilfe seines Wissens aus.
Ein offensichtlich führer- und steuerloses Schiff treibt auf die Klippen von Kap Hoorn zu. Kaw-Djer, Karroly und Halg sind gerade von ihrer Schaluppe Wel-Kiej an Land gegangen und stechen wieder in See, um dem Schiff zu Hilfe zu kommen. Es gelingt ihnen das fast mastlose Schiff an der Insel Hoste stranden zu lassen. Die Menschen an Bord sind gerettet. Die 19 Mann Besatzung (ohne den vermissten Kapitän) und die 1179 Passagiere der Jonathan, denn so hieß das Schiff, werden zu Statisten einer Gesellschaftsutopie.
Die Passagiere wollten als Kolonisten in Südafrika siedeln und waren unterwegs mit Hab und Gut, Werkzeugen, transportablen Baracken und Lebensmitteln. Jetzt müssen sie sich den Gegebenheiten auf der Insel Hoste stellen. Es entwickeln sich Konflikte. Gegenspieler von Kaw-Djer sind der Franzose Beauval, ein erfolgloser Jurist, Demagoge und ein sich selbst überschätzender Propagandist, der ohne Praxisbezug über den Sozialismus schwafelt. Der Amerikaner Lewis Dorick predigt dagegen den reinen unverfälschten Kommunismus. Er vertritt die Auffassung: „Nichts gehört irgend jemandem – und damit besitzt jeder alles.“ Das hält ihn jedoch nicht davon ab, die schwächeren Kolonisten um die Früchte ihrer Arbeit oder um ihre Lebensmittelrationen zu bringen.
Kaw-Djers Leben verstrickt sich mit dem Schicksal der Schiffbrüchigen. Mit Hilfe der Schaluppe Wel-Kiej wird eine Kontaktaufnahme mit den chilenischen Behörden durchgeführt. Es wird eine Entsendung von Hilfstruppen und von Schiffen erwartet. Chile überlässt jedoch den Kolonisten die Insel Hoste, um eine freie Republik und damit eine Kolonie aufzubauen. Beauval lässt sich als Gouverneur einsetzen. Ab diesem Zeitpunkt geht vieles schief. Im Winter sterben Menschen und frieren und hungern. Kaw-Djer wirkt entgegen seiner Überzeugung als Gouverneur dieser Menschen, nachdem er in der Vergangenheit bereits durch gute Ratschläge und seine medizinischen Erfahrungen gut ankam. Er wird mehr und mehr zu einem Diktator, da eine „starke“ Hand benötigt wird. In der Praxis des Alltags werden gesellschaftliche Zustände betrachtet. Der Versuch des Kollektivismus wird an diesem Beispiel exemplarisch dargelegt. Kaw-Djer wird sich bewusst, dass die Leitung und Organisation einer Gruppe von Menschen ohne Reglementierungen und eine festgelegte hierarchische Ordnung nicht funktioniert. Er ist dieser Herausforderung nicht gewachsen und scheitert. Er zieht sich auf den von ihm selbst errichteten Leuchtturm vor Kap Hoorn zurück. Er übergibt dem jungen Mann Dick die „Staatsgeschicke“ mit einem Abschiedsbrief. In dem Brief schreibt er an Dick: „Lebe Wohl! Denke immer daran, dass es nur ein einziges menschenwürdiges Ziel gibt: die Gerechtigkeit; einen einzigen Hass: die Sklaverei; eine einzige Liebe: die Freiheit!“.